# Daniël Wolf
Daniël Wolf (Arnhem, 3 januari 1898 - New York, 20 december 1943) was een Nederlandse zakenman van Joodse afkomst. Hij genoot vooral bekendheid vanwege zijn rol in de Spoorhout-affaire en als wapenleverancier aan de Spaanse regering tijdens de Spaanse Burgeroorlog. Tevens financierde hij de buitenparlementaire beweging Eenheid door Democratie en de Vrijzinnig Democratische Bond in hun strijd tegen de NSB.

## Levensloop

### Vroege jaren
Wolf werd geboren in een godsdienstig joods gezin. Zijn vader was belastingambtenaar. Toen hij vier maanden oud was verhuisde het gezin naar Rotterdam. Op school was hij geen vlijtige leerling. In 1919 vertrok hij naar Nederlands-Indië. In datzelfde jaar trouwde hij met René Gokkes. Gokkes was een directe nicht van Samuel van den Bergh, die aan de basis stond van Unilever. Dankzij zijn vrouw trad Wolf toe in meer welgestelde kringen.
In Nederlands-Indië werkte Wolf voor een handelshuis. Nadat het moederbedrijf failliet ging keerde het echtpaar, inmiddels ouders van een dochter, terug naar Nederland. Daar begon hij samen met zijn schoonvader Salomon Gokkes een eigen vennootschap dat zich aanvankelijk bezighield met producten voor de bereiding van bier en sterke alcoholische dranken.

### De Spoorhout-affaire
Beide familieleden werden ook de vertegenwoordigers van de Britse whiskeyproducent Calder's Ltd. Voor zijn whiskey had Calder's houten vaten nodig, zodoende zat het bedrijf ook in de houthandel. Calder's leverde tevens houten bielzen aan de Nederlandse Spoorwegen. Aanvankelijk leverde Wolf deze namens Calder's, maar na verloop van tijd deed hij dat onder zijn eigen naam. Wolf groeide uit tot grootste leverancier van bielzen aan de Nederlandse Spoorwegen. In 1931 sloot hij een contract af met de NS, waarin spoorwegmaatschappij zich verplichte de komende jaren 80 procent van het benodigde hout bij Wolf af te nemen tegen een vaste prijs. Deze regeling pakte voor Wolf zeer voordelig uit, voor de NS achteraf een stuk minder. Bovendien nam de NS onnodig veel bielzen af.
Mede als gevolg van concurrerende houthandelaren, maar mogelijk ook door Wolfs eigen grootspraak over zijn goede relaties bij de NS, ontstonden er geruchten over omkoping. Dit leidde tot een parlementair onderzoek. De onderzoekscommissie kon echter geen sporen van corruptie vinden, hoewel zij haar twijfels had bij de gekozen constructie. De gebeurtenis kwam bekend te staan als de Spoorhout-affaire, een verwijzing naar het gemeenschappelijk vennootschap van de NS en Wolf waarin de activiteiten waren ondergebracht. Wolfs reputatie liep een deuk op, ondanks dat de parlementaire onderzoekscommissie hem vrijpleitte.

### Wapenleveranties aan Spanje
In Spanje brak in 1936 de Spaanse Burgeroorlog uit. De republikeinse regering, die het opnam tegen de nationalisten van Francisco Franco had een dringende behoefte aan wapens. Aanvankelijk had Wolf aan de Spaanse vertegenwoordiger in Parijs geprobeerd om gedroogde groente, maar hij kreeg een tegenverzoek of hij niet kon helpen bij het transporteren van wapens. De wapens kwamen onder andere uit Polen waar de regering bezig was met een vernieuwing van het wapenarsenaal.
Wolf kocht een aantal schepen en vormde zijn eigen rederij, ook al was er een constructie bedacht waardoor voor de buitenwereld niet direct duidelijk was wie de eigenaar was. Aanvankelijk vervoerde zijn schepen alleen wapens, maar al snel begon Wolf samen met zijn broer Mozes in Polen op grote schaal wapens in te kopen en te vervoeren naar Spanje. Hun broer Rudolf kocht in de Verenigde Staten een aantal vliegtuigen die naar Spanje werden overgebracht.
De Nederlandse regering had beloofd zich neutraal wat betreft het Spaanse conflict, dus was niet blij dat schepen onder Nederlandse vlag wapens transporteerden. In 1937 stelde zij een verbod in. Wolf had zijn schepen inmiddels onder Panamese vlag geregistreerd. Een nieuw probleem was wel de marine van het Franco-regime wiens slagkracht steeds verder toenam. Verschillende schepen werden gekaapt of tot zinken gebracht. In het eerste geval werden alle goederen in beslag genomen. De financiële risico's waren echter voor de Spaanse regering, waardoor Wolf hier weinig schade van leed. Hij verdiende samen met zijn broer Mozes zeker 9 miljoen gulden aan de wapentransporten die voortduurden tot halverwege 1938.

### Strijd tegen het nationaalsocialisme
In Nederland was intussen wel duidelijk geworden wie er achter de wapentransporten zat. Dit deed de reputatie Wolf wederom geen goed. Hij was een dankbaar mikpunt in de nationaalsocialistische pers. Wolf besloot zijn kapitaal te gebruiken om de NSB. Hij gaf 165.000 gulden aan de buitenparlementaire beweging Eenheid door Democratie en 200.000 gulden aan de Vrijzinnig Democratische Bond. Beide groepen waren fel tegen het nationaalsocialisme gekant.

### International Colonization Society
Na de kristallnacht in november 1938 richtte Wolf de International Colonization Society op. Deze organisatie had als doel een veilige plaats te vinden waar Europese joden zich op grote schaal snel konden vestigden. Veel zionisten moesten niets weten van de nieuwe organisatie omdat zij Palestina zagen als enige juiste plek voor de stichting van een joodse staat. Wolf was niet tegen dat idee, maar zag het op korte termijn niet als haalbaar. Wolfs plan veroorzaakte zoveel onrust in zionistische kringen dat zelfs Chaim Weizmann, later de eerste president van Israël naar Nederland reisde om Wolf van het idee af te brengen. Dat lukte hem niet, wel zegde Wolf een donatie toe van 18.500 voor de bouw van een wetenschappelijk laboratorium voor het wetenschappelijk instituut in Rehovot waar Weizmann leiding aangaf. Dat gebouw van het Weizmann Instituut draagt tot de dag van de vandaag de naam Daniel Wolf Building.
De International Colonization Society had afdelingen in verschillende landen en kon rekenen op de steun van veel Nederlandse prominenten uit de joodse gemeenschap. Er werd serieus onderzoek gedaan naar Suriname als vestigingsland voor joodse emigranten. Ironisch genoeg kon Wolf bij zijn plannen rekenen op de steun van de NSB die de joden graag uit Nederland zag verdwijnen. Als gevolg van de Duitse inval in Nederland in mei 1940 kwamen van alle voornemens niets terecht.

### Overige projecten
Wolf investeerde een groot deel van zijn kapitaal dat hij vergaard had met de handel in wapens en spoorbielzen weer. Zo leende hij veel geld uit, handelde in aandelen, investeerde in een Haags modehuis, begon een olieraffinaderij en kocht een fabriek die in Jutphaas die zich toelegde op de productie van ijzeren en stalen draadproducten. De meeste investeringen waren geen groot succes waardoor Wolfs vermogen ook weer verminderde. In Den Haag kocht hij het landgoed Groot Haesebroek waar hij met zijn gezin ging wonen. Op het terrein liet hij ook een golfterrein aanleggen. In het huis hing veel dure kunst, waaronder schilderijen van Vincent van Gogh en Claude Monet

### Duitse inval en vlucht naar de Verenigde Staten
Op het moment dat de Duitsers Nederland binnenvielen bevond Wolf zich voor zaken in Brussel. Door parachutelandingen bij de Moerdijkbruggen en rond Den Haag kon hij zijn gezin niet meer bereiken. Hij vluchtte naar Bretagne, maar nadat duidelijk werd dat Frankrijk afstevende op een nederlaag stak hij de zee over richting Engeland en vandaar uit naar de Verenigde Staten. Daar pakte hij zijn oude "beroep" van wapenhandelaar weer op. Hij kocht wapens op in Bolivia en Argentinië en verkocht deze aan de Britse overheid.

### Wolfs gezin in Nederland
Groot Hasselaer werd in gebruik genomen door Friedrich Christiansen, hoofd van de Wehrmacht in Nederland. Wolfs bedrijven kwamen onder beheer van een "Verwalter" te staan en werden verkocht of geliquideerd. Wolf wilde zijn vrouw en twee dochters over laten komen naar de Verenigde Staten, maar dat lukte  niet. Hij slaagde er wel in om hun de Paraguayaanse nationaliteit te bezorgen. Daardoor konden zij rekenen op een zekere bescherming, in de zin dat zij niet direct naar een vernietigingskamp werden gestuurd. Via Westerbork werden zij op transport gezet naar Bergen-Belsen, waar de omstandigheden zwaar waren, maar allen overleefden de oorlog.

### Overlijden
Wolf zelf had intussen last van een hoge bloeddruk en had meerdere hartaanvallen. Hij overleed op 20 december 1943 in New York. Zijn lichaam werd gecremeerd. Zijn vrouw en dochters hoorden pas na de oorlog van zijn lot.